# ميغان غود
ميغان غود (بالإنجليزية: Meagan Good)‏ (من مواليد 8 أغسطس 1981) هي ممثلة سينمائية وتلفزيونية أميركية ومنتجة أفلام. كنت بداية ميغان الفنية في سن الرابعة، ميغان ظهرت في العديد من الإعلانات التجارية والبرامج التلفزيونية والأفلام الروائية وأشرطة الفيديو والموسيقى.

## المسيرة المهنية

### الأفلام
| العنوان                             | العنوان                                | السنة | الدور          | ملاحظات   |
| بالعربية                            | بالإنجليزية                            | السنة | الدور          | ملاحظات   |
| ----------------------------------- | -------------------------------------- | ----- | -------------- | --------- |
| تمني أمنية يا مولي                  | Make a Wish, Molly                     | 1995  | جيني           | فيلم قصير |
| فرايدي                              | Friday                                 | 1992  | الطفلة #2      |           |
| إيفز بايو                           | Eve's Bayou                            | 1997  | سيسلي باتيتستل |           |
| حياة الفتيات السرية                 | The Secret Life of Girls               | 1999  | كاي            |           |
| حياة الفتيات السرية                 | The Secret Life of Girls               | 1999  | كاي            |           |
| 3 ضربات                             | 3 Strikes                              | 2000  | بيولا دوغلاس   |           |
| حفلة منزلية 4: السقوط إلى آخر دقيقة | House Party 4: Down to the Last Minute | 2001  | تينا           | فيديو     |
| أوصلنا من عند إيفا                  | Deliver Us from Eva                    | 2003  | جاكي داندريدج  |           |
| فتيان الدراجات                      | Byker Boyz                             | 2003  | تينا           |           |
| ديبز                                | D.E.B.S.                               | 2004  | ماكس برور      |           |
| تمت خدمتك                           | You Got Served                         | 2004  | بيوتيفل        |           |
| ذا كوكاوت                           | The Cookout                            | 2004  | بريتاني        |           |
| قالب                                | Brick                                  | 2005  | كارا           |           |
| فينوم                               | Venom                                  | 2005  | سيسي           |           |
| رول باونس                           | Roll Bounce                            | 2005  | ناعومي فيليبس  |           |
| أميال من المنزل                     | Miles form Home                        | 2006  | ناتاشا فريمان  |           |
| شديد العمق                          | Waist Deep                             | 2006  | كوكو           |           |
| ستومب ذا يارد                       | Stomp the Yard                         | 2007  | أبريل بالمر    |           |
| مكالمة فائتة                        | One Missed Call'                       | 2008  | شيلي باوم      |           |

## روابط خارجية
- ميغان غود على موقع IMDb (الإنجليزية)
- ميغان غود على موقع روتن توميتوز (الإنجليزية)
- ميغان غود على موقع ألو سيني (الفرنسية)
- ميغان غود على موقع أول موفي (الإنجليزية)
- ميغان غود على موقع قاعدة بيانات الأفلام السويدية (السويدية)
- ميغان غود على موقع إن إن دي بي (الإنجليزية)
- ميغان غود على موقع قاعدة بيانات الفيلم (الإنجليزية)
- ميغان غود على موقع كينوبويسك (الروسية)